# Házená na Letních olympijských hrách 2008

## Turnaj mužů
| Zlato   | Francie (FRA)   |
| Stříbro | Island (ISL)    |
| Bronz   | Španělsko (ESP) |

Turnaj se odehrál v rámci XXIX. olympijské hry ve dnech 9. - 24. srpna 2008 v Pekingu.
Turnaje se zúčastnilo 12 mužstev, rozdělených do dvou šestičlenných skupin, z nichž první čtyři postoupily do play off, kde se hrálo o medaile. Olympijským vítězem se stalo mužstvo Francie.

### Skupina A
|    |            | FRA   | POL   | CRO   | ESP   | BRA   | CHN   | V | R | P | Skóre   | B |
| 1. | Francie    | ***   | 30:30 | 23:19 | 28:21 | 34:26 | 33:19 | 4 | 1 | 0 | 148:115 | 9 |
| 2. | Polsko     | 30:30 | ***   | 27:24 | 29:30 | 28:25 | 33:19 | 3 | 1 | 1 | 147:128 | 7 |
| 3. | Chorvatsko | 19:23 | 24:27 | ***   | 31:29 | 33:14 | 33:22 | 3 | 0 | 2 | 140:115 | 6 |
| 4. | Španělsko  | 21:28 | 30:29 | 29:31 | ***   | 36:35 | 36:22 | 3 | 0 | 2 | 152:145 | 6 |
| 5. | Brazílie   | 26:34 | 25:28 | 14:33 | 35:36 | ***   | 29:22 | 1 | 0 | 4 | 129:153 | 2 |
| 6. | Čína       | 19:33 | 19:33 | 22:33 | 22:36 | 22:29 | ***   | 0 | 0 | 5 | 104:164 | 0 |

 Chorvatsko -  Španělsko 31:29 (16:11)
10. srpna 2008 (9:00) – Peking
 Francie -  Brazílie 34:26 (19:11)
10. srpna 2008 (14:00) – Peking
 Polsko -  Čína 33:19 (21:10)
10. srpna 2008 (19:00) – Peking
 Chorvatsko -  Brazílie 33:14 (18:9)
12. srpna 2008 (9:00) – Peking
 Francie -  Čína 33:19 (14:12)
12. srpna 2008 (14:00) – Peking
 Španělsko -  Polsko 30:29 (16:17)
12. srpna 2008 (15:45) – Peking
 Polsko -  Brazílie 28:25 (14:15)
14. srpna 2008 (10:45) – Peking
 Španělsko -  Čína 36:22 (16:12)
14. srpna 2008 (15:45) – Peking
 Francie -  Chorvatsko 23:19 (11:9)
14. srpna 2008 (20:45) – Peking
 Brazílie -  Čína 29:22 (14:10)
16. srpna 2008 (9:00) – Peking
 Francie -  Španělsko 28:21 (16:10)
16. srpna 2008 (14:00) – Peking
 Polsko -  Chorvatsko 27:24 (13:12)
16. srpna 2008 (19:00) – Peking
 Španělsko -  Brazílie 36:35 (20:17)
18. srpna 2008 (10:45) – Peking
 Chorvatsko -  Čína 33:22 (17:13)
18. srpna 2008 (15:45) – Peking
 Francie -  Polsko 30:30 (13:16)
18. srpna 2008 (20:45) – Peking

### Skupina B
|    |             | KOR   | DEN   | ISL   | RUS   | GER   | EGY   | V | R | P | Skóre   | B |
| 1. | Jižní Korea | ***   | 31:30 | 27:22 | 22:27 | 23:27 | 24:22 | 3 | 0 | 2 | 122:127 | 6 |
| 2. | Dánsko      | 30:31 | ***   | 32:32 | 25:24 | 15:12 | 23:23 | 2 | 2 | 1 | 125:122 | 6 |
| 3. | Island      | 21:22 | 32:32 | ***   | 33:31 | 33:29 | 32:32 | 2 | 2 | 1 | 151:146 | 6 |
| 4. | Rusko       | 27:22 | 24:25 | 31:33 | ***   | 24:24 | 28:27 | 2 | 1 | 2 | 134:131 | 5 |
| 5. | Německo     | 27:23 | 12:15 | 29:33 | 24:24 | ***   | 25:23 | 2 | 1 | 2 | 117:118 | 5 |
| 6. | Egypt       | 22:24 | 23:23 | 32:32 | 27:28 | 23:25 | ***   | 0 | 2 | 3 | 127:132 | 2 |

 Island -  Rusko 33:31 (19:16)
10. srpna 2008 (10:45) – Peking
 Německo -  Jižní Korea 27:23 (10:13)
10. srpna 2008 (15:45) – Peking
 Dánsko -  Egypt 23:23 (11:10)
10. srpna 2008 (20:45) – Peking
 Rusko -  Egypt 28:27 (14:14)
12. srpna 2008(10:45) – Peking
 Jižní Korea -  Dánsko 31:30 (13:14)
12. srpna 2008 (19:00) – Peking
 Island -  Německo 33:29 (17:14)
12. srpna 2008 (20:45) – Peking
 Německo -  Egypt 25:23 (14:14)
14. srpna 2008 (9:00) – Peking
 Jižní Korea -  Island 22:21 (10:9)
14. srpna 2008 (14:00) – Peking
 Dánsko -  Rusko 25:24 (10:10)
14. srpna 2008 (19:00) – Peking
 Jižní Korea -  Egypt 24:22 (8:11)
16. srpna 2008 (10:45) – Peking
 Rusko -  Německo 24:24 (11:10)
16. srpna 2008 (15:45) – Peking
 Dánsko -  Island 32:32 (18:17)
16. srpna 2008 (20:45) – Peking
 Island -  Egypt 32:32 (14:17)
18. srpna 2008 (9:00) – Peking
 Rusko -  Jižní Korea 27:22 (12:10)
18. srpna 2008 (14:00) – Peking
 Dánsko -  Německo 27:21 (15:12)
18. srpna 2008 (19:00) – Peking

### Čtvrtfinále
Chorvatsko -  Dánsko 26:24 (14:12)
20. srpna 2008 (18:00) – Peking
 Francie -  Rusko 27:24 (13:10)
20. srpna 2008 (12:00) – Peking
 Island -  Polsko 32:30 (19:14)
20. srpna 2008 (14:15) – Peking
 Španělsko -  Jižní Korea 29:24 (14:13)
20. srpna 2008 (20:15) – Peking

### Semifinále
Francie -  Chorvatsko 25:23 (12:11)
22. srpna 2008 (18:00) – Peking
 Island -  Španělsko 36:30 (17:15)
22. srpna 2008 (20:15) – Peking

### Finále
Francie -  Island 28:23 (15:10)
24. srpna 2008 (15:45) – Peking

### O 3. místo
Španělsko -  Chorvatsko 35:29 (12:14)
24. srpna 2008 (13:30) – Peking

### O 5. - 8. místo
Polsko -  Jižní Korea 29:26 (15:14)
22. srpna 2008 (14:15) – Peking
 Rusko -  Dánsko 28:27 (17:14)
22. srpna 2008 (12:00) – Peking

### O 5. místo
Polsko -  Rusko 29:28 (14:15)
24. srpna 2008 (10:15) – Peking

### O 7. místo
Dánsko -  Jižní Korea 37:26 (15:13)
24. srpna 2008 (8:00) – Peking

### Soupisky
1.  Francie
| - Luc Abalo - Joël Abati - Cédric Burdet - Didier Dinart - Jérôme Fernandez | - Michaël Guigou - Bertrand Gille - Guillaume Gille - Olivier Girault - Nikola Karabatić | - Daouda Karaboué - Christophe Kempe - Daniel Narcisse - Thierry Omeyer - Cédric Paty |

Trenér: Claude Onesta
2.  Island
| - Arnór Atlason - Bjarni Fritzson - Logi Eldon Geirsson - Snorri Steinn Guðjónsson - Hreiðar Guðmundsson | - Róbert Gunnarsson - Björgvin Páll Gústavsson - Ásgeir Örn Hallgrímsson - Ingimundur Ingimundarson - Sverre Andreas Jakobsson | - Alexander Petersson - Guðjón Valur Sigurðsson - Sigfús Sigurðsson - Ólafur Stefánsson - Sturla Ásgeirsson |

Trenér: Guðmundur Guðmundsson
3.  Španělsko
| - David Barrufet - Ion Belaustegui - David Davis - Alberto Entrerríos - Raúl Entrerríos | - Rubén Garabaya - Juanín García - José Javier Hombrados - Demetrio Lozano - Cristian Malmagro | - Carlos Prieto - Albert Rocas - Iker Romero - Víctor Tomás |

Trenér: Juan Carlos Pastor

### Konečné pořadí
| XXIX. | Olympijské hry | Z | V | R | P | Skóre   | B  |
| ----- | -------------- | - | - | - | - | ------- | -- |
| 1.    | Francie        | 8 | 7 | 1 | 0 | 228:185 | 15 |
| 2.    | Island         | 8 | 4 | 2 | 2 | 242:234 | 10 |
| 3.    | Španělsko      | 8 | 5 | 0 | 3 | 245:234 | 10 |
| 4.    | Chorvatsko     | 8 | 4 | 0 | 4 | 218:198 | 8  |
| 5.    | Polsko         | 8 | 5 | 1 | 2 | 235:214 | 11 |
| 6.    | Rusko          | 8 | 3 | 1 | 4 | 214:214 | 7  |
| 7.    | Dánsko         | 8 | 3 | 2 | 3 | 213:202 | 8  |
| 8.    | Jižní Korea    | 8 | 3 | 0 | 5 | 198:222 | 6  |
| 9.    | Německo        | 5 | 2 | 1 | 2 | 117:118 | 5  |
| 10.   | Brazílie       | 5 | 1 | 0 | 4 | 129:153 | 2  |
| 11.   | Egypt          | 5 | 0 | 2 | 3 | 127:132 | 2  |
| 12.   | Čína           | 5 | 0 | 0 | 5 | 104:164 | 0  |

## Turnaj žen
| Zlato   | Norsko (NOR)      |
| Stříbro | Rusko (RUS)       |
| Bronz   | Jižní Korea (KOR) |

Turnaj se odehrál v rámci XXIX. olympijské hry ve dnech 9. - 23. srpna 2008 v Pekingu.
Turnaje se zúčastnilo 12 družstev, rozdělených do dvou šestičlenných skupin, z nichž první čtyři postoupily do play off, kde se hrálo o medaile. Olympijským vítězem se stalo družstvo Norska.

### Skupina A
|    |            | NOR   | ROM   | CHN   | FRA   | KAZ   | ANG   | V | R | P | Skóre   | B  |
| 1. | Norsko     | ***   | 24:23 | 30:23 | 34:24 | 35:19 | 31:17 | 5 | 0 | 0 | 154:106 | 10 |
| 2. | Rumunsko   | 23:24 | ***   | 34:20 | 34:26 | 31:19 | 28:23 | 4 | 0 | 1 | 150:112 | 8  |
| 3. | Čína       | 23:30 | 20:34 | ***   | 21:18 | 26:29 | 32:24 | 2 | 0 | 3 | 122:135 | 4  |
| 4. | Francie    | 24:34 | 26:34 | 18:21 | ***   | 21:18 | 32:21 | 2 | 0 | 3 | 121:128 | 4  |
| 5. | Kazachstán | 19:35 | 19:31 | 29:26 | 18:21 | ***   | 24:24 | 1 | 1 | 3 | 109:137 | 3  |
| 6. | Angola     | 17:31 | 23:28 | 24:32 | 21:32 | 24:24 | ***   | 0 | 1 | 4 | 109:147 | 1  |

 Francie -  Angola 32:21 (13:14)
9. srpna 2008 (9:00) – Peking
 Rumunsko -  Kazachstán 31:19 (13:10)
9. srpna 2008 (14:00) – Peking
 Norsko -  Čína 30:23 (13:12)
9. srpna 2008 (19:00) – Peking
 Francie -  Kazachstán 21:18 (10:8)
11. srpna 2008 (9:00) – Peking
 Norsko -  Angola 31:17 (14:6)
11. srpna 2008 (14:00) – Peking
 Rumunsko -  Čína 34:20 (17:11)
11. srpna 2008 (19:00) – Peking
 Rumunsko -  Francie 34:26 (17:13)
13. srpna 2008 (10:45) – Peking
 Čína -  Angola 32:24 (14:12)
13. srpna 2008 (15:45) – Peking
 Norsko -  Kazachstán 35:19 (14:10)
13. srpna 2008 (19:00) – Peking
 Kazachstán -  Čína 29:26 (14:10)
15. srpna 2008 (9:00) – Peking
 Rumunsko -  Angola 28:23 (16:7)
15. srpna 2008 (15:45) – Peking
 Norsko -  Francie 34:24 (15:12)
15. srpna 2008 (19:00) – Peking
 Kazachstán -  Angola 24:24 (14:16)
17. srpna 2008 (10:45) – Peking
 Norsko -  Rumunsko 24:23 (12:11)
17. srpna 2008 (14:00) – Peking
 Čína -  Francie 21:18 (9:10)
17. srpna 2008 (15:45) – Peking

### Skupina B
|    |          | RUS   | KOR   | HUN   | SWE   | BRA   | GER   | V | R | P | Skóre   | B |
| 1. | Rusko    | ***   | 29:29 | 33:24 | 28:24 | 28:19 | 30:29 | 4 | 1 | 0 | 148:125 | 9 |
| 2. | Korea    | 29:29 | ***   | 33:22 | 31:23 | 32:33 | 30:20 | 3 | 1 | 1 | 155:127 | 7 |
| 3. | Maďarsko | 24:33 | 22:33 | ***   | 30:24 | 28:28 | 25:24 | 2 | 1 | 2 | 129:142 | 5 |
| 4. | Švédsko  | 24:28 | 23:31 | 24:30 | ***   | 25:22 | 27:26 | 2 | 0 | 3 | 123:137 | 4 |
| 5. | Brazílie | 19:28 | 33:32 | 28:28 | 22:25 | ***   | 22:24 | 1 | 1 | 3 | 124:137 | 3 |
| 6. | Německo  | 29:30 | 20:30 | 24:25 | 26:27 | 24:22 | ***   | 1 | 0 | 4 | 123:134 | 1 |

 Maďarsko -  Švédsko 30:24 (15:14)
9. srpna 2008 (10:45) – Peking
 Rusko -  Korejská republika 29:29 (16:13)
9. srpna 2008 (15:45) – Peking
 Německo -  Brazílie 24:22 (11:12)
9. srpna 2008 (20:45) – Peking
 Maďarsko -  Brazílie 28:28 (17:12)
11. srpna 2008 (10:45) – Peking
 Korejská republika -  Německo 30:20 (12:9)
11. srpna 2008 (15:45) – Peking
 Rusko -  Švédsko 28:24 (14:12)
11. srpna 2008 (20:45) – Peking
 Rusko -  Brazílie 28:19 (12:10)
13. srpna 2008 (9:00) – Peking
 Korejská republika -  Švédsko 31:23 (18:13)
13. srpna 2008 (14:00) – Peking
 Maďarsko -  Německo 25:24 (12:14)
13. srpna 2008 (20:45) – Peking
 Brazílie -  Korejská republika 33:32 (17:12)
15. srpna 2008 (10:45) – Peking
 Švédsko -  Německo 27:26 (13:13)
15. srpna 2008 (14:00) – Peking
 Rusko -  Maďarsko 33:24 (16:15)
15. srpna 2008 (20:45) – Peking
 Švédsko -  Brazílie 25:22 (14:11)
17. srpna 2008 (9:00) – Peking
 Rusko -  Německo 30:29 (16:14)
17. srpna 2008 (19:00) – Peking
 Korejská republika -  Maďarsko 33:22 (19:11)
17. srpna 2008 (20:45) – Peking

### Čtvrtfinále
Norsko -  Švédsko 31:24 (16:10)
19. srpna 2008 (12:00) – Peking
 Maďarsko -  Rumunsko 34:30 (16:14)
19. srpna 2008 (14:15)– Peking
 Korejská republika -  Čína 31:23 (16:12)
19. srpna 2008 (18:00) – Peking
 Rusko -  Francie 32:31pp (12:16, 24:24 - 28:28)
19. srpna 2008 (20:15) – Peking

### Semifinále
Norsko -  Korejská republika 29:28 (14:15)
21. srpna 2008 (18:00) – Peking
 Rusko -  Maďarsko 22:20 (14:9)
21. srpna 2008 (20:15) – Peking

### Finále
Norsko -  Rusko 34:27 (18:13)
23. srpna 2008 (15:45) – Peking

### O 3. místo
Korejská republika -  Maďarsko 33:28 (13:15)
23. srpna 2008 (13:30) – Peking

### O 5. - 8. místo
Čína -  Švédsko 20:19 (8:7)
21. srpna 2008 (12:00) – Peking
 Francie -  Rumunsko 36:34pp (12:13, 27:27 - 31:31)
21. srpna 2008 (14:15) – Peking

### O 5. místo
Francie -  Čína 31:23 (15:10)
23. srpna 2008 (12:15) – Peking

### O 7. místo
Rumunsko -  Švédsko 34:30 (17:15)
23. srpna 2008 (10:00) – Peking

### Soupisky
1.  Norsko
| - Ragnhild Aamodt - Karoline Dyhre Breivang - Marit Malm Frafjord - Kari Aalvik Grimsbø - Gro Hammerseng-Edinová | - Kari Mette Johansen - Tonje Larsen - Katrine Lunde Haraldsen - Kristine Lunde - Katja Nyberg | - Tonje Nøstvold - Linn-Kristin Riegelhuthová - Gøril Snorroeggen - Else-Marthe Sørlie Lybekk |

Trenér: Marit Breivik
2.  Rusko
| - Jekatěrina Andrjušinová - Irina Bliznovová - Jelena Dmitrijevová - Anna Karejevová - Jekatěrina Marennikovová | - Jelena Poljonovová - Irina Poltorackaja - Ljudmila Postnovová - Oksana Romenskaja - Natalija Šipilovová | - Marija Sidorovová - Inna Suslinová - Emilija Turejová - Jana Uskovová |

Trenér:Jewgeni Trefilow
3.  Korea
| - An Jung-hwa - Bae Min-hee - Choi Im-jeong - Hong Jeong-ho - Huh Soon-young | - Kim Cha-youn - Kim Nam-sun - Kim On-a - Lee Min-hee - Moon Pil-hee | - Oh Seong-ok - Oh Young-ran - Park Chung-hee - Song Hai-rim |

Trenér: Lim Young-chul

### Konečné pořadí
| XXIX. | Olympijské hry | Z | V | R | P | Skóre   | B  |
| ----- | -------------- | - | - | - | - | ------- | -- |
| 1.    | Norsko         | 8 | 8 | 0 | 0 | 248:185 | 16 |
| 2.    | Rusko          | 8 | 6 | 1 | 1 | 229:210 | 13 |
| 3.    | Jižní Korea    | 8 | 5 | 1 | 2 | 247:207 | 11 |
| 4.    | Maďarsko       | 8 | 3 | 1 | 4 | 211:227 | 7  |
| 5.    | Francie        | 8 | 4 | 0 | 4 | 219:217 | 8  |
| 6.    | Čína           | 8 | 3 | 0 | 5 | 188:216 | 6  |
| 7.    | Rumunsko       | 8 | 5 | 0 | 3 | 248:212 | 10 |
| 8.    | Švédsko        | 8 | 2 | 0 | 6 | 196:222 | 4  |
| 9.    | Brazílie       | 5 | 1 | 1 | 3 | 124:137 | 3  |
| 10.   | Kazachstán     | 5 | 1 | 1 | 3 | 109:137 | 3  |
| 11.   | Německo        | 5 | 1 | 0 | 4 | 123:134 | 2  |
| 12.   | Angola         | 5 | 0 | 1 | 4 | 109:147 | 1  |